# Gakkō no kaidan
Pour plus de détails, voir Fiche technique et Distribution.
Gakkō no kaidan (学校の怪談) est un film d'épouvante japonais pour enfants réalisé par Hideyuki Hirayama et sorti en 1995.
Le film s'inspire du roman éponyme de Tōru Tsunemitsu (ja), paru en 1990 chez Kōdansha ainsi que de la bande dessinée homonyme publiée chez Poplar, mais l'intrigue du film est majoritairement originale.

## Synopsis
À l'école primaire d'Ichogaoka, à la veille des grandes vacances, un groupe d'enfants brise accidentellement une petite statue. À la fin de la journée d'école, Mika Shinoda, une élève de deuxième année, croise un ballon de football rebondissant alors qu'elle récupère sa boîte de peinture. Elle suit le ballon dans une aile abandonnée de l'école où, dans les toilettes de l'étage, elle est soulevée dans les airs par une force invisible. Ailleurs, la mère de Mika demande à la grande sœur de Mika, Aki, de la ramener à la maison.
Kensuke Nakamura et Shota Segawa, deux élèves de CM2, se faufilent dans l'aile abandonnée de l'école. Aki arrive, à la recherche de Mika. Elle demande à Hitoshi Chiba, élève de CM1, qui dessine à la craie un cercle magique sur le sol, s'il a vu Mika. Elle remarque que la porte de l'aile abandonnée est déverrouillée et entre à l'intérieur, où elle retrouve Kensuke et Shota. Hitoshi la suit et constate que les portes se sont refermées derrière lui. Kazuo, le frère de Hitoshi, qui a été absent de l'école pendant presque tout le trimestre parce qu'il croit que des esprits maléfiques hantent les lieux, sent que Hitoshi est en danger.
Dans l'aile abandonnée, les enfants rencontrent Kaori Komuro, une élève de sixième. Le groupe est témoin d'un esprit frappeur flottant derrière Shota et s'enfuit, terrorisé. Kazuo arrive à l'aile abandonnée en compagnie d'un instituteur nommé Shinichi Komukai, mais tous deux ne voient pas les enfants frapper aux fenêtres du bâtiment désormais verrouillé. La nuit tombe, et Aki et Kaori sont poursuivis par un géant chaussé de sandales dans les couloirs de l'aile. Aki se cache dans un placard et tombe dans une fosse obscure. Pendant ce temps, Shota, Kensuke et Hitoshi sont attaqués par un modèle anatomique et rencontrent un gardien nommé Kumahige.
Aki rencontre Shinichi et Kazuo, ainsi que Yumiko, la mère de Kensuke et ancienne camarade de classe de Shinichi. Ils se rendent tous les quatre dans l'aile abandonnée, qui se déverrouille. Une fois Shinichi et Aki entrés, les portes se referment derrière eux, laissant Kazuo et Yumiko à l'extérieur. Aki, Shota, Kensuke et Hitoshi voient l'esprit frappeur derrière Shinichi et s'enfuient. Hitoshi se cache dans une salle de classe contenant des modèles en pâte à modeler qui se transforment en mains qui l'enveloppent. Dans une salle de musique, Shota et Kaori sont témoins d'un ensemble de musiciens à cordes fantomatiques. Dehors, Kazuo aperçoit Hitoshi dans le rétroviseur de la moto de Yumiko. Hitoshi raconte à Kazuo qu'un objet sacré situé dans l'enceinte de l'école, qui tenait les esprits maléfiques à distance, a été brisé, mais ni l'un ni l'autre ne sait de quoi il s'agit.
Shinichi et les enfants rencontrent Kumahige, qui pousse des appendices ressemblant à des arachnides et les poursuit dans une salle de classe où tout est sens dessus dessous. Des meubles tombent du plafond, mais Aki se protège, ainsi que Shinichi et Kaori, à l'aide d'un diagramme représentant un cercle magique déchiré dans un livre. Le papier se transforme en papillon lumineux, qui les conduit à l'endroit où se trouvent Hitoshi et Mika. Ailleurs dans l'aile, Shota et Kensuke rencontrent Kuchisake-onna, tandis qu'à l'extérieur, Kazuo commence à dessiner un grand cercle magique à l'aide d'un machine de marquage au sol, et Yumiko rassemble un groupe de motards pour fouiller le terrain à la recherche de l'objet sacré.
Après avoir mis Mika à l'abri, Shinichi et les enfants affrontent à nouveau Kumahige. Hitoshi aveugle Kumahige, qui se transforme en un grand monstre qui se jette sur Shota et Kensuke dans un monte-plats. Shinichi et les enfants fuient le monstre et se retrouvent devant une porte qui mène au puits sombre dans lequel Aki est tombée plus tôt. Shinichi saute dans l'abîme avec Mika dans les bras, suivi par Aki, Kensuke et Hitoshi. Shota découvre que Kaori s'est dématérialisée et tombe dans le gouffre sans elle. A l'extérieur, les motards trouvent la statue brisée, que Kazuo place au milieu du cercle magique. Elle se répare comme par magie, et la statue et le cercle se mettent à briller. Une boule de lumière traverse l'aile abandonnée de l'école.
Shinichi, Mika, Aki, Shota, Kensuke et Hitoshi se retrouvent dans la piscine de l'école. Ils retrouvent Kazuo et Yumiko. Cette dernière leur apprend que, selon le père de Kaori, cette dernière était à l'hôpital et qu'elle est morte peu de temps avant qu'ils ne la rencontrent. Quelque temps plus tard, Shota dit à Kensuke qu'il aurait aimé dire à Kaori qu'il l'aimait. Shota, Kensuke, Kazuo, Hitoshi, Mika et Aki décident d'aller chez cette dernière.

## Fiche technique
- Titre original japonais : Gakkō no kaidan (学校の怪談?)[2] (litt. « Histoires de fantômes à l'école »)
- Réalisateur : Hideyuki Hirayama
- Scénario : Satoko Okudera (ja), d'après le roman de Tōru Tsunemitsu (ja)
- Photographie : Kōzō Shibasaki (ja)
- Montage : Akimasa Kawashima
- Musique : Akihiko Morofuji, Shigeyuki Yamazaki
- Sociétés de production : Tōhō, Sundance
- Pays de production :  Japon
- Langue originale : japonais
- Format : couleurs - 1,85:1
- Durée : 100 minutes
- Genre : film d'épouvante
- Dates de sortie :
  - Japon : 8 juillet 1995[2]

## Distribution
- Hironobu Nomura (ja) : Shinichi Komukai, enseignant à l'école primaire d'Ichogaoka
- Masumi Tōyama : Aki Shinoda, élève de cinquième année et sœur aînée de Mika
- Shiori Yonezawa (ja) : Mika Shinoda, élève de deuxième année et sœur cadette d'Aki
- Hajime Atsuta (ja) : Kensuke Nakamura, un élève de cinquième année
- Jun'ichirō Tsukada : Shota Segawa, un élève de cinquième année
- Kohei Machida : Hitoshi Chiba, un élève de quatrième. En raison d'un incident au cours duquel son frère Kazuo a vomi en classe, les deux frères et sœurs ont reçu le surnom de "jumeaux vomisseurs"
- Shōhei Machida : Kazuo Chiba, un élève de quatrième année
- Ayako Sugiyama (ja) : Yumiko Nakamura, la mère de Kensuke et une ancienne camarade de classe de Shinichi
- Aya Okamoto (ja) : Kaori Komuro, une élève de sixième année que les autres enfants rencontrent dans l'aile abandonnée de l'école
- Masahiro Satō (ja) : Kumahige-san, le concierge
- Mizuho Yoshida (ja) : forme monstrueuse de Kumahige-san
- Kaoru Mizuki : la mère d'Aki et de Mika

## Production
Au milieu des années 1980, un instituteur nommé Tōru Tsunemitsu (ja) a commencé à partager des histoires de fantômes avec ses jeunes élèves. Tsunemitsu s'est d'abord intéressé aux histoires de fantômes autour de la ville, mais a constaté qu'un nombre anormalement élevé d'entre elles étaient centrées sur l'école. Il a commencé à se concentrer sur les histoires de fantômes liées à l'école et à les demander à ses élèves, ce qui l'a amené à recevoir plus de 160 histoires en l'espace de deux semaines.
En 1990, le premier volume de ces histoires de Tsunemitsu est publié sous le titre Gakkō no Kaidan. Destinées aux enfants et publiées par Kōdansha, ces histoires sont devenues très populaires au Japon. Elles ont ensuite été adaptées à la télévision et achetées par Kansai Television, qui a diffusé une mini-série de six épisodes en 1994. Le film Gakkō no kaidan voit le jour en 1995.

## Suites
Le film a eu plusieurs suites, à commencer par Gakkō no kaidan 2 (en) du même réalisateur l'année suivante. Le cinéaste Shūsuke Kaneko réalise le troisième volet Gakkō no kaidan 3 (en) qui sort en 1997. Un autre film Gakkō no kaidan 4 (en) est sorti en 1999.